# 1970年代の音楽
1970年代の音楽（1970ねんだいのおんがく）では、1970年代の洋楽・邦楽の代表的シングル曲を、年別に記述する。
（曲数は30曲前後が目安。カッコ内：作品リリース年月。任意）

## 1970年の音楽
洋楽
- アイル・ビー・ゼア／ジャクソン5(1970)[1]
- レット・イット・ビー／ビートルズ(1970)

邦楽
- 白い蝶のサンバ／森山加代子[2]（1970.1）
- 女のブルース／藤圭子[3]（1970.2）
- 老人と子供のポルカ／左卜全[4]とひまわりキティーズ（1970.2）
- あなたならどうする／いしだあゆみ[5]（1970.3）
- 希望／岸洋子[6]（1970.4）
- 四つのお願い／ちあきなおみ[7]（1970.4）
- 圭子の夢は夜ひらく／藤圭子（1970.4）
- 経験／辺見マリ[8]（1970.4）
- ドリフのほんとにほんとにご苦労さん／ザ・ドリフターズ（1970.4）
- 京都の恋／渚ゆう子[9]（1970.5）
- 愛は傷つきやすく／ヒデとロザンナ[10]（1970.5）
- 波止場女のブルース／森進一[11]（1970.6）
- 手紙／由紀さおり[12]（1970.7）
- 噂の女／内山田洋とクール・ファイブ[13]（1970.7）
- 走れコウタロー／ソルティー・シュガー[14]（1970.7）
- 命預けます／藤圭子（1970.7）
- 愛のきずな／安倍律子（1970.8）
- 雨がやんだら[15]／朝丘雪路（1970.10）
- 誰もいない海／トワ・エ・モワ[16]（1970.11）
- 誰かさんと誰かさん／ザ・ドリフターズ（1970.11）
- 知床旅情／加藤登紀子[17]（1970.11）
- 一度だけなら／野村真樹[18]（1970）

## 1971年の音楽
洋楽
- ワッツ・ゴーイン・オン／マーヴィン・ゲイ[19]
- 黒い炎／チェイス
- マミー・ブルー／ポップ・トップス（1971.10）

邦楽
- 花嫁／はしだのりひことクライマックス[20]（1971.1）
- ナオミの夢／ヘドバとダビデ（1971.1）
- 戦争を知らない子供たち／ジローズ（1971.2）
- 二人の世界／あおい輝彦（1971.2）
- 空に太陽がある限り／にしきのあきら（1971.2）
- また逢う日まで／尾崎紀世彦（1971.3）
- よこはま・たそがれ／五木ひろし（1971.3）
- 雨のバラード／湯原昌幸（1971.4）
- あの素晴しい愛をもう一度／加藤和彦と北山修（1971.4）
- わたしの城下町／小柳ルミ子（1971.4）
- 昨日・今日・明日／井上順之（1971.4）
- さらば恋人／堺正章（1971.5）
- おふくろさん／森進一（1971.5）
- 砂漠のような東京で／いしだあゆみ（1971.5）
- 真夏の出来事／平山三紀（1971.6）
- 17才／南沙織（1971.6）
- さよならをもう一度／尾崎紀世彦（1971.7）
- 悪魔がにくい／平田隆夫とセルスターズ（1971.8）
- ポーリュシカ・ポーレ／仲雅美（1971.8）
- 長崎から船に乗って／五木ひろし（1971.8）
- 雨の御堂筋／欧陽菲菲（1971.9）
- 水色の恋／天地真理（1971.10）
- 別れの朝／ペドロ&カプリシャス（1971.10）
- 愛する人はひとり／尾崎紀世彦（1971.11）
- 君をのせて／沢田研二（1971.11）
- 出発の歌／上條恒彦（1971.12）
- 終着駅／奥村チヨ（1971.12）
- 子連れ狼／橋幸夫（1971.12）

## 1972年の音楽
洋楽
- 愛の休日／ミッシェル・ポルナレフ（1972）[21]

邦楽
- 夜明けの停車場／石橋正次[22]（1972.1）
- 結婚しようよ／よしだたくろう（1972.1）
- 北国行きで／朱里エイコ（1972.1）
- ちいさな恋／天地真理（1972.2）
- 太陽がくれた季節／青い三角定規（1972.2）
- さよならをするために／ビリー・バンバン（1972.2）
- 許されない愛／沢田研二（1972.3）
- ふりむかないで／ハニー・ナイツ（1972.4）
- 瀬戸の花嫁／小柳ルミ子（1972.4）
- ひとりじゃないの／天地真理（1972.5）
- 純潔／南沙織（1972.5）
- 待っている女／五木ひろし（1972.5）
- ひまわりの小径／チェリッシュ（1972.5）
- 雨／三善英史（1972.5）
- 女のみち／宮史郎とぴんからトリオ（1972.5）
- 学生街の喫茶店／ガロ（1972.6）
- どうにもとまらない／山本リンダ（1972.6）
- 芽ばえ／麻丘めぐみ（1972.6）
- たどりついたらいつも雨ふり／モップス（1972.7）
- 旅の宿／よしだたくろう（1972.7）
- 京のにわか雨／小柳ルミ子（1972.8）
- 虹をわたって／天地真理（1972.9）
- 喝采／ちあきなおみ（1972.9）
- 面影橋から／及川恒平（1972.11）
- 小さな体験／郷ひろみ（1972.11）
- そして、神戸／内山田洋とクール・ファイブ（1972.11）
- ふたりの日曜日／天地真理（1972.12）
- さなえちゃん／古井戸（1972）
- サルビアの花／もとまろ（1972）
- 赤色エレジー／あがた森魚（1972）
- 雪／猫（1972）
- 地下鉄に乗って／猫（1972）
- カレーライス／遠藤賢司（1972）
- 一人の道／ピンクピクルス（1972）
- ご案内／ウィッシュ（1972）
- ケンとメリー／BUZZ（1972）
- 少女／五輪真弓（1972）
- 折鶴／千葉紘子（1972）

## 1973年の音楽
洋楽
- 幸せの黄色いリボン／ドーン[23]
- イエスタディ・ワンス・モア／カーペンターズ（1973.7）

邦楽
- なみだ恋／八代亜紀（1973.2）
- 愛への出発／郷ひろみ（1973.3）
- ジョニィへの伝言／ペドロ&カプリシャス（1973.3）
- 若葉のささやき／天地真理（1973.3）
- 赤とんぼの唄／あのねのね（1973.3）
- 他人の関係／金井克子（1973.3）
- 心の旅／チューリップ（1973.4）
- 赤い風船／浅田美代子（1973.4）
- 危険なふたり／沢田研二（1973.4）
- 君の誕生日／ガロ（1973.5）
- 裸のビーナス／郷ひろみ（1973.6）
- 恋する夏の日／天地真理（1973.7）
- わたしの彼は左きき／麻丘めぐみ（1973.7）
- てんとう虫のサンバ／チェリッシュ（1973.7）
- くちなしの花／渡哲也（1973.8）
- 個人授業／フィンガー5（1973.8）
- ちぎれた愛／西城秀樹（1973.9）
- 白いギター／チェリッシュ（1973.9）
- 神田川／かぐや姫（1973.9）
- 心もよう／井上陽水（1973.9）
- 五番街のマリーへ／ペドロ&カプリシャス（1973.10）
- 夜空／五木ひろし（1973.10）
- 冬の旅／森進一（1973.10）
- なみだの操／殿さまキングス（1973.11）
- 愛の十字架／西城秀樹（1973.12）
- あなた／小坂明子（1973.12）
- 恋のダイヤル6700／フィンガー5（1973.12）
- 色づく街／南沙織（1973）
- 情熱の嵐／西城秀樹（1973）

## 1974年の音楽
洋楽
- 愛のテーマ／ラヴ・アンリミテッド・オーケストラ[24]
- 追憶のテーマ／バーブラ・ストライザンド

邦楽
- 赤ちょうちん／かぐや姫（1974.1）
- 襟裳岬／森進一（1974.1）
- うそ／中条きよし（1974.1）
- 薔薇の鎖／西城秀樹（1974.2）
- 私は泣いています／りりィ（1974.3）
- 学園天国／フィンガー5（1974.3）
- 積木の部屋／布施明（1974.3）
- 花とみつばち／郷ひろみ（1974.3）
- 二人でお酒を／梓みちよ（1974.3）
- 精霊流し／グレープ（1974.4）
- 激しい恋／西城秀樹（1974.5）
- ひと夏の経験／山口百恵（1974.6）
- 結婚するって本当ですか／ダ・カーポ（1974.6）
- 岬めぐり／山本コウタローとウィークエンド（1974.6）
- 追憶／沢田研二（1974.7）
- 昭和枯れすすき／さくらと一郎（1974.7）
- ふれあい／中村雅俊（1974.7）
- あなたにあげる／西川峰子（1974.7）
- わたし祈ってます／敏いとうとハッピー&ブルー（1974.7）
- 旅愁／西崎みどり（1974.8）
- 傷だらけのローラ／西城秀樹（1974.8）
- ちっぽけな感傷／山口百恵（1974.9）
- よろしく哀愁／郷ひろみ（1974.9）
- 甘い生活／野口五郎（1974.10）
- 東京／マイ・ペース(1974.10)
- 冬の色／山口百恵（1974.12）
- スモーキン・ブギ／ダウン・タウン・ブギウギ・バンド（1974.12）

## 1975年の音楽
洋楽
- フィラデルフィア・フリーダム／エルトン・ジョン(1975)[25]
- 愛ある限り／キャプテン&テニール(1975)

邦楽
- 昔の名前で出ています／小林旭[26]（1975.1）
- 私鉄沿線／野口五郎（1975.1）
- 22才の別れ／風（1975.2）
- 我が良き友よ／かまやつひろし（1975.2）
- 年下の男の子／キャンディーズ（1975.2）
- シクラメンのかほり／布施明（1975.4）
- 僕にまかせてください／クラフト（1975.4）
- 哀しみの終るとき／野口五郎（1975.4）
- 港のヨーコ・ヨコハマ・ヨコスカ／ダウン・タウン・ブギウギ・バンド（1975.4）
- 心のこり／細川たかし（1975.4）
- いつか街で会ったなら／中村雅俊（1975.5）
- 想い出まくら／小坂恭子（1975.5）
- 千曲川／五木ひろし（1975.5）
- 恋の暴走／西城秀樹（1975.5）
- 面影／しまざき由理（1975.7）
- ロマンス／岩崎宏美（1975.7）
- 時の過ぎゆくままに／沢田研二（1975.8）
- 人恋しくて／南沙織（1975.8）
- 『いちご白書』をもう一度／バンバン（1975.8）
- あの日にかえりたい／荒井由実（1975.10）
- 俺たちの旅／中村雅俊（1975.10）
- センチメンタル／岩崎宏美（1975.10）
- なごり雪／イルカ（1975.11）
- 弟よ／内藤やす子（1975.11）
- およげ!たいやきくん／子門真人（1975.12）
- 北の宿から／都はるみ（1975.12）
- 木綿のハンカチーフ／太田裕美（1975.12）
- お前に惚れた／萩原健一（1975）

## 1976年の音楽
洋楽
- サラ・スマイル／ホール&オーツ(1976)
- ビューティフル・サンデー／ダニエル・ブーン[27]（1976.3）
- ジョリーン[28]／オリビア・ニュートン＝ジョン（1976.8）
- カントリー・ロード [29]／オリビア・ニュートン＝ジョン（1976.10）

邦楽
- ファンタジー／岩崎宏美（1976.1）
- わかって下さい／因幡晃（1976.2）
- 君よ抱かれて熱くなれ／西城秀樹（1976.2）
- ビューティフル・サンデー／田中星児（1976.3）
- 愛に走って／山口百恵（1976.3）
- 春一番／キャンディーズ（1976.3）
- 赤いハイヒール／太田裕美（1976.6）
- 横須賀ストーリー／山口百恵（1976.6）
- 山口さんちのツトム君／斎藤こず恵（1976.6）
- あなただけを／あおい輝彦（1976.6）
- 酒と泪と男と女／河島英五（1976.6）
- 揺れるまなざし／小椋佳（1976.7）
- どうぞこのまま／丸山圭子（1976.7）
- 青春時代／森田公一とトップギャラン（1976.8）
- 四季の歌／芹洋子（1976.8）
- ペッパー警部／ピンク・レディー（1976.9）
- 針葉樹／野口五郎（1976.9）
- パールカラーにゆれて／山口百恵（1976.9）
- あばよ／研ナオコ（1976.10）
- 落葉が雪に／布施明（1976.10）
- 赤い衝撃／山口百恵（1976.11）
- S・O・S／ピンク・レディー（1976.11）
- 失恋レストラン／清水健太郎（1976.11）
- フィーリング／ハイ・ファイ・セット（1976.12）
- ソウルこれっきりですか／マイナー・チューニング・バンド（1976.12）

## 1977年の音楽
洋楽
- ダンシング・クイーン／アバ(1977)[30]
- ホテル・カリフォルニア／イーグルス(1977)
- オウン・ウェイ ／フリートウッド・マック(1977)

邦楽
- 津軽海峡・冬景色／石川さゆり[31]（1977.1）
- むさし野詩人／野口五郎（1977.1）
- やさしい悪魔[32]／キャンディーズ（1977.3）
- カルメン'77／ピンク・レディー（1977.3）
- あずさ2号／狩人（1977.3）
- 硝子坂／高田みづえ（1977.3）
- サクセス／ダウン・タウン・ブギウギ・バンド（1977.3）
- 星の砂／小柳ルミ子（1977.4）
- 北国の春／千昌夫（1977.4）
- 夢先案内人／山口百恵（1977.4）
- 能登半島／石川さゆり（1977.5）
- 勝手にしやがれ／沢田研二（1977.5）
- 渚のシンドバッド／ピンク・レディー（1977.6）
- 暑中お見舞い申し上げます／キャンディーズ（1977.6）
- イミテイション・ゴールド／山口百恵（1977.7）
- 愛のメモリー／松崎しげる（1977.7）
- 人間の証明／ジョー山中（1977.8）
- お化けのロック／郷ひろみ＆樹木希林（1977.9）
- わかれうた／中島みゆき（1977.9）
- ウォンテッド (指名手配)／ピンク・レディー（1977.9）
- 憎みきれないろくでなし／沢田研二（1977.9）
- 思秋期／岩崎宏美（1977.9）
- 秋桜／山口百恵（1977.10）
- あんたのバラード／世良公則&ツイスト（1977.11）
- 迷い道／渡辺真知子（1977.11）
- UFO／ピンク・レディー（1977.12）

## 1978年の音楽
洋楽
- ミス・ユー／ローリング・ストーンズ[33](1978)
- ベイビー・カム・バック／プレイヤー(1978)
- ビコーズ・ザ・ナイト／パティ・スミス(1978)

邦楽
- カナダからの手紙／平尾昌晃[34]・畑中葉子（1978.1）
- サムライ／沢田研二（1978.1）
- 夢追い酒／渥美二郎（1978.2）
- 時には娼婦のように／黒沢年男（1978.2）
- 微笑がえし／キャンディーズ（1978.2）
- サウスポー／ピンク・レディー（1978.3）
- 時間よ止まれ／矢沢永吉（1978.3）
- Mr.サマータイム／サーカス（1978.3）
- 宿無し／世良公則&ツイスト（1978.4）
- 飛んでイスタンブール／庄野真代（1978.4）
- 青葉城恋唄／さとう宗幸（1978.5）
- ダーリング／沢田研二（1978.5）
- プレイバックPart2／山口百恵（1978.5）
- モンスター／ピンク・レディー（1978.6）
- 勝手にシンドバッド／サザンオールスターズ（1978.6）
- たそがれマイ・ラブ／大橋純子（1978.8）
- 銃爪／世良公則&ツイスト（1978.8）
- 君のひとみは10000ボルト／堀内孝雄（1978.8）
- みずいろの雨／八神純子（1978.9）
- 透明人間／ピンク・レディー（1978.9）
- LOVE (抱きしめたい)／沢田研二（1978.9）
- ガンダーラ／ゴダイゴ（1978.10）
- みちづれ／牧村三枝子（1978.10）
- いい日旅立ち／山口百恵（1978.11）
- 夢想花／円広志（1978.11）
- カメレオン・アーミー／ピンク・レディー（1978.12）
- HERO（ヒーローになる時、それは今）／甲斐バンド（1978.12）
- Monkey Magic／ゴダイゴ（1978.12）
- シンデレラ・ハネムーン／岩崎宏美（1978）

## 1979年の音楽
洋楽
- グッド・タイムズ／シック[35](1979)

邦楽
- おもいで酒／小林幸子（1979.1）
- カサブランカ・ダンディ／沢田研二（1979.2）
- YOUNG MAN (Y.M.C.A.)／西城秀樹（1979.2）
- 魅せられて／ジュディ・オング（1979.2）
- おやじの海／村木賢吉（1979.2）
- いとしのエリー／サザンオールスターズ（1979.3）
- ビューティフル・ネーム／ゴダイゴ（1979.4）
- カリフォルニア・コネクション／水谷豊（1979.4）
- 燃えろいい女／世良公則&ツイスト（1979.4）
- ホップ・ステップ・ジャンプ／西城秀樹（1979.5）
- アメリカン・フィーリング／サーカス（1979.5）
- 舟唄／八代亜紀（1979.5）
- よせばいいのに／敏いとうとハッピー&ブルー（1979.6）
- 銀河鉄道999／ゴダイゴ（1979.7）
- 虹とスニーカーの頃／チューリップ（1979.7）
- 愛の水中花／松坂慶子（1979.7）
- セクシャルバイオレットNo.1／桑名正博（1979.7）
- 別れても好きな人／ロスインディオス&シルヴィア（1979.9）
- Sachiko／ばんばひろふみ（1979.9）
- 異邦人／久保田早紀（1979.10）
- 安奈／甲斐バンド（1979.10）
- 大都会／クリスタルキング（1979.11）
- 贈る言葉／海援隊（1979.11）
- Wake Up／財津和夫（1979.12）
- 大阪で生まれた女／萩原健一（1979）
- 大阪で生まれた女／BORO（1979）